# Rejon czeriemszański
Rejon czeriemszański (ros. Черемшанский райо́н, tatar. Чирмешән районы) – rejon w należącej do Rosji autonomicznej republice Tatarstanu. 
Rejon leży w południowej części kraju; jego ośrodkiem administracyjnym jest osiedle typu miejskiego Czeremszan. Rejon ma powierzchnię 1364,3 km²; zamieszkuje go 18 371 osób (wg danych na rok 2021). 